# Maalstroom (Boudewijn de Groot)
Maalstroom is het achtste album van Boudewijn de Groot, verschenen in april 1984. 
Het album werd digitaal opgenomen en werd meteen ook op cd uitgebracht.
Volgens het persbericht ging het album over 'twijfels en onzekerheden, chaos en angst'.
Het album kreeg een enkele goede recensie, maar in het algemeen was er in de pers weinig aandacht voor het album. Ook de verkoop viel tegen. Mede hierdoor besloot De Groot eind 1984 te stoppen met zingen. Na Maalstroom duurde het 12 jaar voor De Groot met een nieuw album kwam.

## Tracklist
Alle nummers zijn geschreven door De Groot zelf, behalve waar aangegeven.
| Nr. | Titel                                              | Duur |
| --- | -------------------------------------------------- | ---- |
| 1.  | Nooit meer terug                                   | 4:15 |
| 2.  | Vreemde geluiden (vreemde gezichten)               | 4:14 |
| 3.  | Keerzijden                                         | 5:00 |
| 4.  | Vlucht in de werkelijkheid (tekst: Lennaert Nijgh) | 3:02 |
| 5.  | Draden                                             | 4:03 |

| Nr. | Titel                         | Duur |
| --- | ----------------------------- | ---- |
| 1.  | De laatste vrouw              | 6:45 |
| 2.  | Maalstroom                    | 4:20 |
| 3.  | Een slag zo zwaar verloren    | 3:01 |
| 4.  | Nachtschade                   | 3:33 |
| 5.  | Code (muziek: Henny Vrienten) | 3:11 |